# Mejillones
Mejillones é uma comuna da província de Antofagasta, localizada na Região de Antofagasta, Chile. Possui uma área de 3.803,9 km² e uma população de 10.042 habitantes (2002)